# Estadio de Sóftbol "20 de Noviembre" (Campeche)
El  Estadio de Sóftbol 20 de Noviembre es un estadio multiusos ubicado en la ciudad de San Francisco de Campeche, Campeche. Es usado para algunos partidos locales de sóftbol, actividades físicas y deportivas en otras disciplinas, y conciertos musicales. 
El estadio pertenece a la Unidad Deportiva 20 de Noviembre de la Ciudad de Campeche, y es una de las instalaciones más grandes e importantes de dicha unidad.
En el estadio se desarrollan actividades deportivas y activación física; también se han desarrollado ahí algunas actividades de empresas privadas y el gobierno del estado como eventos masivos y festivales.
Además, en el estadio se desarrollan conciertos y eventos musicales, entre los que destacan:
- Rojo - 27 de octubre de 2011
- Show de Coco y su Pandilla - 2012
- Tercer Cielo - 25 de mayo de 2013
- Álex Campos - 16 de abril de 2016